# Архив сколто-саамов
Архив сколто-саамов — собрание грамот написанных между 1601 и 1775 годами, подтверждающие права сколто-саамов на пастбищные и рыболовные угодья.

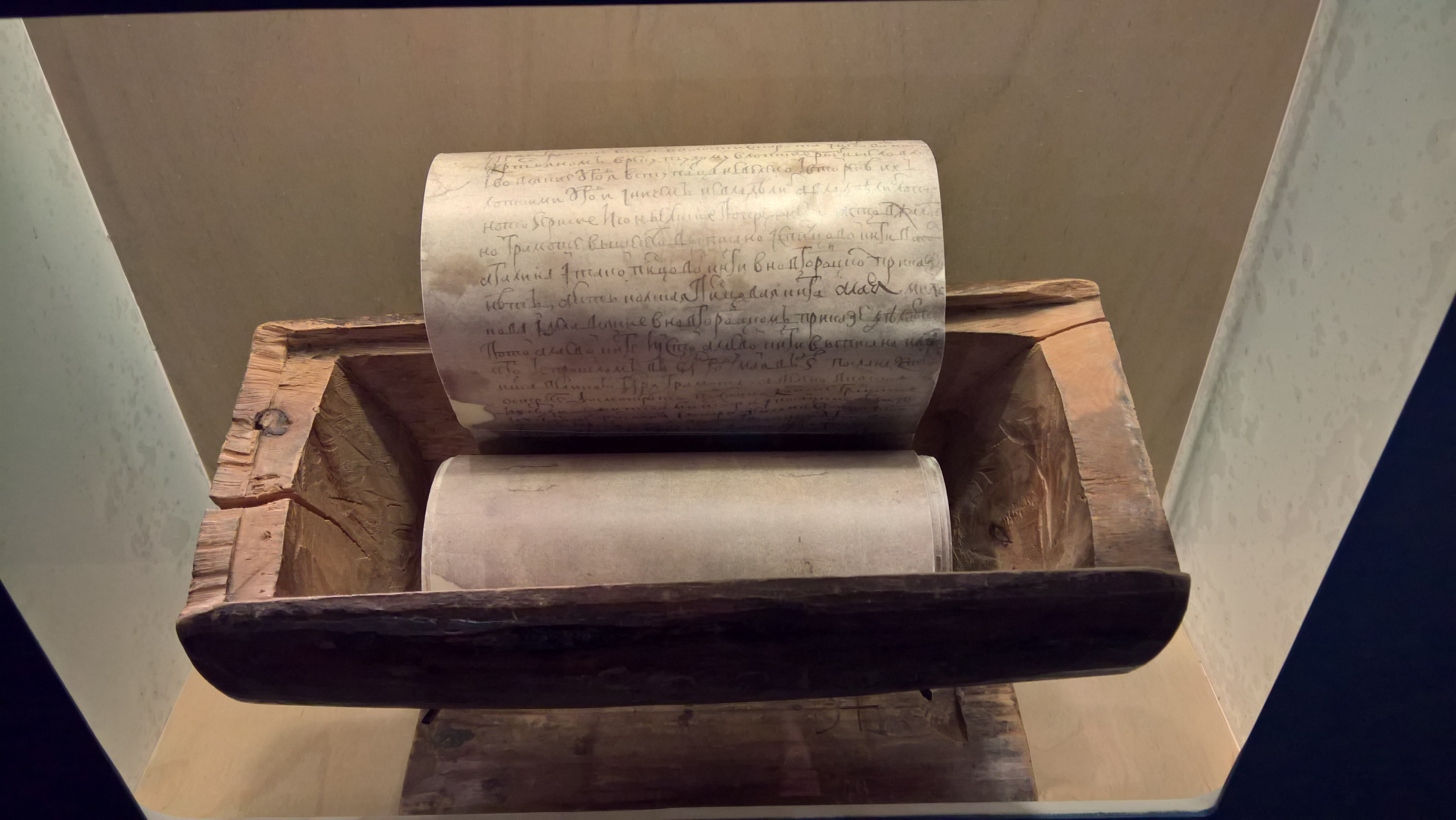
Архив сколто-саамов (документы-копия, футляр оригинал)

Архив представляет собой самый важный сборник документов в культурном наследии сколтов. Начиная с 2012 года, документы хранятся в Саамском архиве культурного центра «Сайос». 9 октября 2015 года архив был включен в программу Память мира от ЮНЕСКО.

## История
Архив хранился в деревне Суоникюля в Печенгском районе Мурманской области. Документы хранились в секретном месте, место которого знали только три человека из разных семей. Если один из них умирал, его заменяли на другого.
По условиям Тартуского мирного договора 1920 года современный Печенгский район был присоединён к Финляндии. С началом Зимней войны войны всех сколтов эвакуировали в коммуну Треволу. Футляр с документами сохранили финские пограничники, обнаружившие его в брошенной деревне.
Архив доставили в штаб Лапландского пограничного района в Рованиеми, а в 1942 году перевели в Национальный архив Финляндии в Хельсинки (с 1994 – Архивное ведомство Финляндии).

## Описание
Документы склеены с помощью костного клея в длинный свиток, который помещён в вырезанный из сосны футляр. Футляр плотно закрывается тщательно подогнанной задвижной крышкой и надёжно защищает ценные документы от северной непогоды.